# Edizioni musicali Galletti-Boston
La Galletti-Boston è una casa editrice musicale italiana fondata nel 1945; vanta nel suo catalogo importanti nomi del liscio, come l'orchestra Castellina-Pasi. A partire dagli anni 1990, all'attenzione per la musica da ballo tradizionale si è affiancata quella per i balli di gruppo e i ritmi latini.

## Storia
Nel 1945 Angelo Galletti (1909-1986), musicista e violinista, fonda a Faenza la «Edizioni musicali Galletti»: è la prima casa discografica fondata in Romagna. Inizia a produrre gruppi locali di liscio: da Secondo Casadei all'incontro con Roberto Giraldi, in arte Castellina, che fondò la celebre orchestra che nella sua lunga carriera ha venduto più di tre milioni di dischi.
Il primo successo risale al 1954 con il brano Polvere, un tango scritto da Galletti stesso (insieme a Mario Micheletti) e del quale si contano a oggi più di 60 incisioni (tra le quali quella di Fred Bongusto). Negli anni 1960 lancia i gruppi emergenti della musica beat producendo The Blackmen, Under 21, I King's Star, Gelli e i Mattatori, I G.Men. Per questi ultimi produce la canzone Oggi presentata al Festival di Sanremo 1975.
Non trascura la musica da ballo tradizionale, producendo nel 1978 e nel 1987 i dischi per Castellina-Pasi che vinceranno due dischi d'oro. Inoltre realizza numerose produzioni per: Athos Mancini, Franco Bagutti, Luca Bergamini, Chicco De Matteo, Omar Lambertini, Renzo Tomassini e Roberta Cappelletti.
Attualmente le edizioni Galletti sono guidate dalle due figlie di Angelo: Anna e Alessandra. Negli anni 1990 è nata anche una costola di queste edizioni, denominata «Zapping», specializzata in musica latina, lounge e nu-jazz. Tra gli artisti coinvolti, si segnalano Smoma, SofaRock e, per il genere latino, Croma Latina, Caiman, El Mena y su Eyeife Band e Rodolfo Guerra.